# Kim So-yeon (politique)
Kim So-yeon, (coréen : 김소연) née le 23 janvier 1970, est une candidate indépendante à l'élection présidentielle de 2012 en Corée du Sud. Ouvrière, elle a été syndicaliste et est membre du Réseau pour un monde où il n'y a pas de salariés en CDD.
Progressiste, elle milite pour une société sans inquiétude, sans armes nucléaires, sans guerre, sans spéculation immobilière et sans répression politique. Elle veut également œuvrer en faveur de la nature, des femmes et des minorités. 
Kim So-yeon a été emprisonnée en 2001 pour avoir violé la loi de sécurité nationale. Dirigeante syndicaliste chez Kiryung Electronics, elle a mené des sit-ins et des grèves de la faim.

## Source
- Election présidentielle 2012 : candidats, KBS.